# Павлиашвили, Мириан
Мириан Павлиашвили (род. 23 декабря 1979, Дзалиси, Мцхета-Мтианети) — грузинский самбист, чемпион (2008), серебряный (2003) и бронзовый (2007, 2011, 2012) призёр чемпионатов Европы, чемпион (2007) и бронзовый призёр (2002, 2009) чемпионатов мира. Выступал во второй средней (до 90 кг) и полутяжёлой (до 100 кг) весовых категориях. Участвовал также в чемпионате Европы 2005 года и чемпионате мира 2003 года, где оба раза занял 5-е место.